# Estatuto albertino

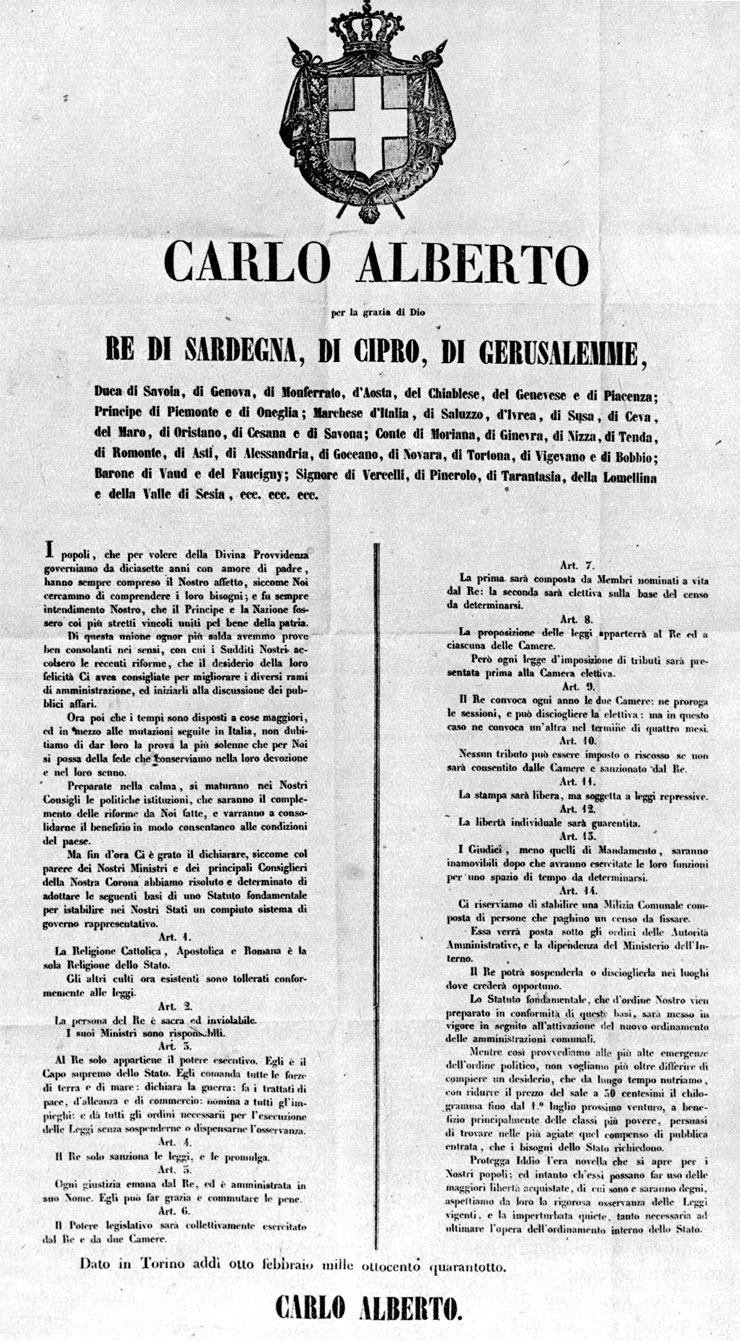
Aviso de la proclamación del Estatuto albertino.

El Estatuto fundamental de la Monarquía de Saboya 4 de marzo 1848 (Statuto albertino) fue firmado el 4 de marzo de 1848 por Carlos Alberto de Saboya y se autodefine como la «Ley fundamental, perpetua e irrevocable de la Monarquía» Saboyana, siendo reemplazada en 1948 por la Constitución de la República Italiana.

## Preámbulo
CARLOS ALBERTO,
por la gracia de Dios
REY DE CERDEÑA, DE CHIPRE Y DE JERUSALÉN
Con lealtad de Rey y con afecto de Padre Nosotros venimos hoy a cumplir cuanto habíamos anunciado a Nuestros amadísimos súbditos con Nuestra proclama del 8 del pasado febrero, con la cual hemos querido demostrar, en medio de los eventos extraordinarios que rodeaban al país, como Nuestra confianza en ellos crecía con la gravedad de las circunstancias y como tomando solo el consejo de los impulsos de Nuestro corazón fue firme Nuestra intención de conformar sus suertes a la razón de los tiempos, a los intereses y a la dignidad de la Nación.

Considerando Nosotros las anchas y fuertes instituciones representativas contenidas en el presente Estatuto Fundamental como un medio el más seguro de redoblar con los vínculos de indisoluble afecto que estrechan a la Italia Nuestra Corona un Pueblo, que tantas pruebas Nos ha dado de fe, de obediencia y de amor, hemos determinado sancionarlo y promulgarlo, en la confianza que Dios bendice Nuestras puras intenciones y que la Nación libre, fuerte e feliz se mostrará siempre más digna que la antigua fama, e sabrá merecerse un glorioso futuro. Por ello de Nuestra cierta ciencia, Regia autoridad, contando con el dictamen de Nuestro Consejo, hemos ordenado y ordenamos en fuerza de Estatuto y Ley fundamental, perpetua e irrevocable de la Monarquía, cuanto sigue:
El Preámbulo del Estatuto

## Historia

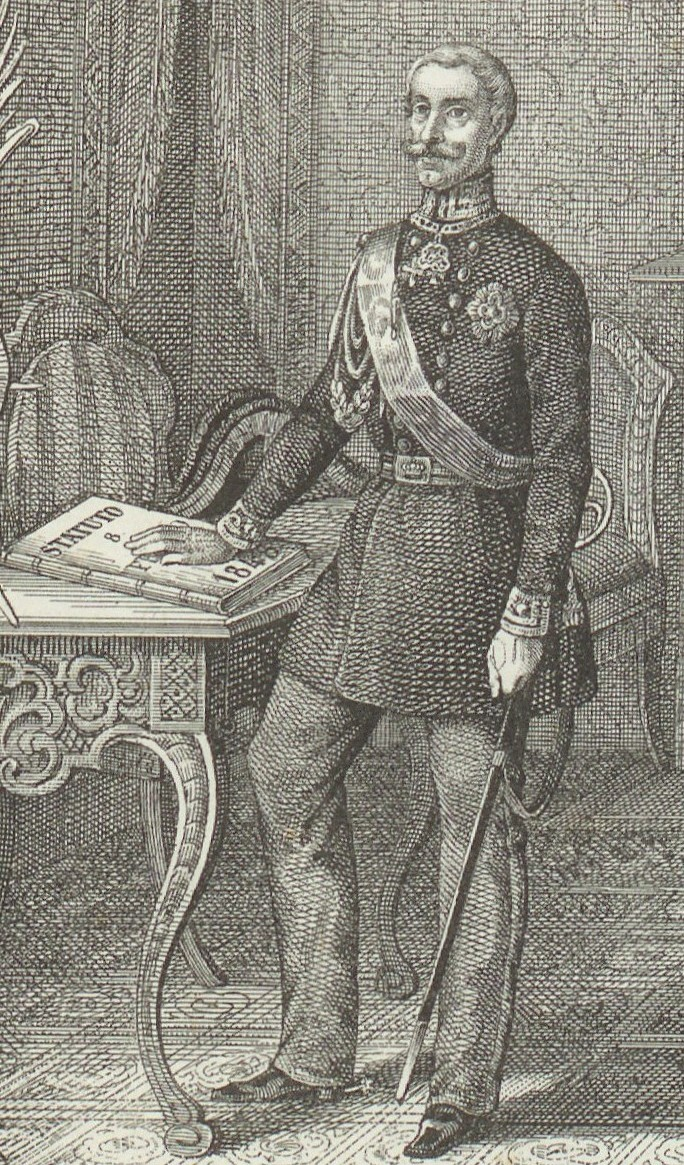
Retrato conmemorativo de Carlo Alberto de Savoia con su mano derecha planteada en el Estatuto, 1849

Fue el resultado de los movimientos promovidos por los burgueses, en los cuales también participó la  clase aristocrática, en las principales ciudades  del Reino de Cerdeña. 
Carlos Alberto en el 1837 emanó el Código Civil, seguido del Código Penal (1839), permitió la publicación de los periódicos con artículos relacionados con la política (1847); creó, años más tarde una Corte de Revisión ("Corte de Cassazione") para asegurar la uniformidad de la jurisdicción en el estado, reduciendo los cargos de los viejos Senados y publicando un procedimiento penal basado en debatir los diversos asuntos y problemas de la nación. Basado en las ideas austriacas, modernizó la composición del Consejo de Estado creado en el 1831, al cual asignó dos representantes por cada división territorial, a su vez representadas por los respectivos Consejeros provinciales.
Carlos Alberto decidió preparar una declaración de principios, la cual se convertiría en la base del estatuto, se proclamó el 8 de febrero de 1848 o sea tres días antes de que el Gran Duque de Toscana tomara la misma decisión. Tales bases indicadas en catorce puntos fueron concedidas por la generosidad benévola del monarca. De esta manera Carlos Alberto había tranquilizado a los demócratas y liberales.
El Consejo de la Conferencia, encargado de preparar la carta, tenía como objetivo principal caracterizar entre los modelos constitucionales europeos, aquel adaptó a satisfacer las necesidades del Reino de Cerdeña, y que produjera el menor cambio al interno de las órdenes institucionales. Este modelo vino caracterizado en la constitución orleanista de 1830 y en la belga de 1831. Pocos días después, entre el 23 y el 24 de febrero con la revolución, en París se le ponía fin tanto a la monarquía francesa como a su Constitución.

## Significado
Siendo el Estatuto Albertino una carta otorgada por el monarca (carta ottriata, del francese octroyée: concessa dal sovrano), su preámbulo cubre una importancia particular. También se debe notar como la carta no viene caracterizada como una Constitución. Desde sus inicios el estatuto se definió como una forma de monarquía constitucional, pero resultó ser una forma de monarquía parlamentaria, por lo tanto en vez de ser rígida, o sea, perpetua e irrevocable, era de naturaleza flexible (de hecho era fácilmente modificable con una ley ordinaria). 
La primera modificación hecha por el estatuto fue relativa a la bandera, que fue cambiada del color azul al color tricolor (verde, rojo y blanco) en conmemoración a la rebelión Lombardo-Veneto contra el dominio austriaco en 1848. El hecho que el documento se haya revelado lagunoso, ambiguo y genérico apareció como un defecto, sin embargo fue revelado una ventaja. El texto del estatuto se mantuvo virgente hasta la llegada del periodo fascista.
Se define el Estatuto Albertino como una carta que corresponde a una constitución breve: se limita a declarar los derechos (los cuales se refieren a la libertad del Estado), y a caracterizar la forma de gobierno. Reconoce los principios de igualdad (art. 24: "Todos los habitantes del reino, cualquiera sea su título o grado, son iguales ante la ley. Todos gozan igualmente los derechos civiles y políticos, y son admitidos en los cargos públicos civiles y militares salvo las excepciones determinadas por la Ley".), la libertad individual (art. 26: "La libertad individual está garantizada. Nadie puede ser arrestado, o llevado a juicio, sino en los casos previstos por la ley, y en la forma que ella prescribe".), la libertad de prensa (art. 28: "La Prensa será libre, pero una ley reprimirá los abusos. Todavía las biblias, los catecismos, los libros litúrgicos y de plegarias no podrán ser impresos sin el permiso del Obispo."), la libertad de reunión (art. 32: "Está reconocido el derecho de reunirse pacíficamente y sin armas, conforme a las leyes que pueden regular el ejercicio en el interés de la cosa pública. Esta disposición no es aplicable a las reuniones en lugares públicos o abiertos al público, los cuales quedan enteramente sujetos a las leyes de policía."). El Reino de Cerdeña era de carácter confesional, o sea se aceptaba solo la religión católica.

## El Rey y el Gobierno
La monarquía era, según la ley sálica, de carácter hereditario y constitucional. El rey tenía el poder supremo y su persona se mantenía sagrada e inviolable, aunque esto no significa que no tuviese que respetar las leyes. El artículo 22 estipula: «El Rey, subiendo al trono, presta en presencia de las cámaras reunidas el juramento de observar lealmente el Estatuto».